# Каролина Матильда Датская
Каролина Матильда Датская (дат. Caroline-Mathilde af Danmark, полное имя Каролина Матильда Луиза Дагмар Кристина Мод Августа Игеборга Тира Аделаида, дат. Caroline-Mathilde Louise Dagmar Christine Maud Augusta Ingeborg Thyra Adelheid; 27 апреля 1912, Schæffergården, Копенгаген — 12 декабря 1995, дворец Зоргенфри, Копенгаген) — датская принцесса, супруга принца Кнуда.

## Биография

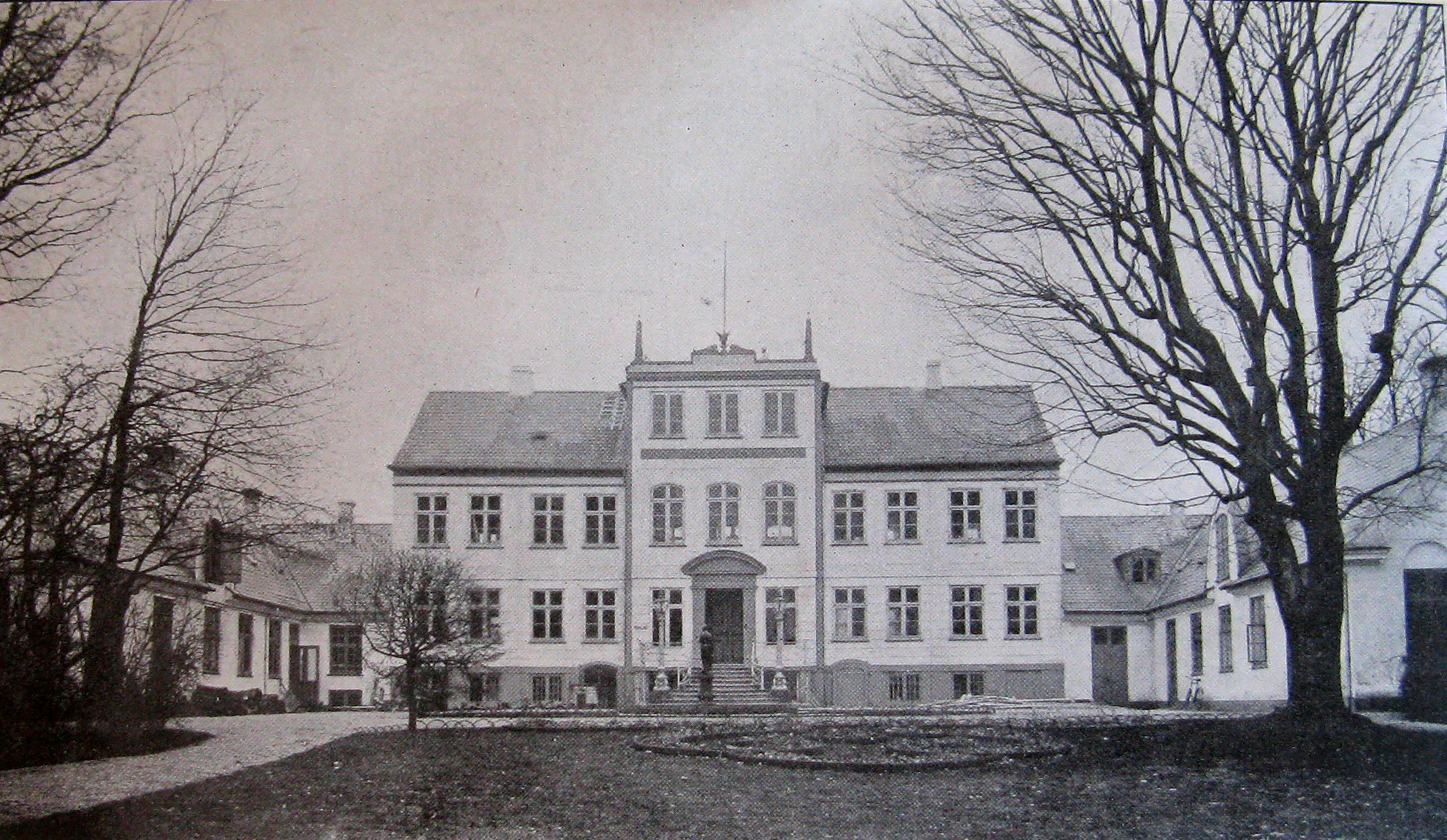
Место рождения Каролины Матильды Эгерсборхус.

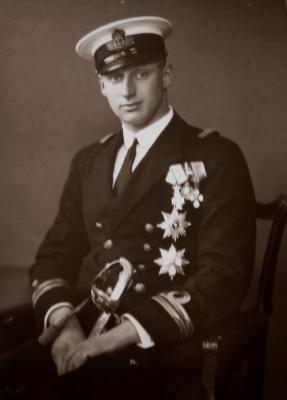
Принц Кнуд в 1935 году.

Каролина Матильда родилась 27 апреля 1912 года в загородном домике Эгерсборхусе в Гентофте, на востоке Дании. Она была вторым ребёнком и второй дочерью в семье датского принца Харальда и его жены Елены Шлезвиг-Гольштейн-Зондербург-Глюксбургской. Имя девочка получила в честь бабушки Каролины Матильды Шлезвиг-Гольштейн-Зондербург-Аугустенбургской. В семье девочку обычно называли Кальма.
Имела старшую сестру Феодору. Впоследствии у Каролины Матильды появилась младшая сестра Александрина Луиза и братья Горм и Олаф. Жила семья в имении Харальда, Эгерсборхусе. В 1918 году они переехали на виллу Svanemøllevej.
В возрасте 21 года Каролина Матильда обвенчалась в часовне дворца Фреденсборг со своим кузеном, 33-летним принцем Датским Кнудом. Церемония была совершена 8 сентября 1933 года.
Резиденцией пары был замок Соргенфри севернее Копенгагена. В 1944 году супруги унаследовали от принца Густава Датского замок Эгелунд в Северной Зеландии, находившийся в их собственности до 1954 года. Также с 1952 года семье принадлежал летний дом Клитгарден в Скагене.
В 1947 году принц Кнуд стал наследником престола, поскольку у его брата Фредерика были только дочери, которые, согласно законодательству, не могли унаследовать корону. Каролина-Матильда, таким образом, стала кронпринцессой. В 1953 году Конституция была изменена, и женщины смогли последовать трон. Таким образом, порядок престолонаследия изменился.
Кнуд ушёл из жизни 14 июня 1976 года. Каролина Матильда и дальше жила во дворце Соргенфри. Она умерла 12 декабря 1995 года. Похоронена во второй подземной часовне собора Роскилле рядом с мужем.

## Дети
У супругов родилось трое детей:
- Елизавета (1935—2018) — замужем не была, детей не имела;
- Ингольф (род. 1940) — заключил морганатический брак и получил титул графа Розенборга, детей нет;
- Кристиан (1942—2013) — заключил морганатический брак с Анной Дороти Мальтофт-Нильсен и получил титул графа Розенборга, имел трех дочерей:

- Жозефина (род. 1972) — супруга Томаса Кристиана Шмидта (род. 1970), имеют двух детей;
- Камилла (род. 1972) — супруга Микаэля Розанеса (род. 1952), имеют четверых детей;
- Феодора (род. 1975) — супруга Мортена Ренноу, имеют дочь.

## Титулы
- 27 апреля 1912 — 8  сентября 1933: Её Высочество Принцесса Датская
- 8 сентября 1933 — 20 апреля 1947: Её Королевское Высочество Принцесса Датская
- 20 апреля 1947 — 27 марта 1953: Её Королевское Высочество Кронпринцесса Дании
- 27 марта 1953 — 12 декабря 1995: Её Королевское Высочество Принцесса Датская